# Shankar Dayal Sharma
Shankar Dayal Sharma (ur. 19 sierpnia 1918 w Bhopalu, zm. 26 grudnia 1999 w Nowym Delhi) – indyjski polityk, prawnik, prezydent Indii w latach 1992–1997.

## Życiorys
Studiował w Wielkiej Brytanii na prestiżowych uczelniach (Cambridge i Oxford), zdobył stopnie naukowe z prawa, literatury angielskiej, hindi oraz sanskrytu; przez pewien czas prowadził zajęcia z prawa w Cambridge. Po powrocie do Indii w końcu lat 40. zaangażował się w ruch niepodległościowy, działał w Indyjskim Kongresie Narodowym. W latach 1952–1956 pełnił funkcję szefa lokalnego rządu Bhopal.
W latach 60. wsparł kandydaturę Indiry Gandhi ubiegającej się o przywództwo Indyjskiego Kongresu Narodowego. W rządzie Gandhi został powołany na stanowisko ministra komunikacji (1974-1977). Od 1984 pełnił funkcję gubernatora kolejno trzech indyjskich stanów – Andra Pradesh, Pendżabu i Maharashtra, starając się łagodzić konflikty lokalne. W czasie pracy w Andra Pradesh przeżył osobistą tragedię, kiedy z rąk bojowników sikhijskich zginęli jego córka i zięć.
W 1987 Sharma został powołany na stanowisko wiceprezydenta Indii po upływie kadencji wiceprezydenta w 1992 został wybrany na prezydenta, zastępując Ramaswamy Venkataramana. Oba stanowiska – wiceprezydenta i prezydenta – mają w Indiach charakter raczej ceremonialny, chociaż w ostatnim roku urzędowania przyszło Sharmie powołać trzech szefów rządu. W 1997 ze względu na stan zdrowia nie ubiegał się o drugą kadencję prezydencką i przekazał urząd następcy – K. R. Narayananowi. Zmarł na atak serca dwa lata po odejściu z funkcji głowy państwa.